# Frank P. Briggs

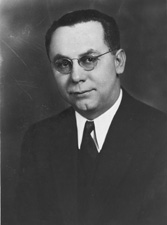
Frank P. Briggs

Frank Parks Briggs, född 25 februari 1894 i Armstrong, Missouri, död 23 september 1992 i Macon, Missouri, var en amerikansk demokratisk politiker. Han representerade delstaten Missouri i USA:s senat 1945-1947.
Briggs utexaminerades 1915 från University of Missouri. Han var sedan verksam som publicist i Missouri. Han var borgmästare i Macon 1930-1932. Han var ledamot av delstatens senat 1933-1944.
Senator Harry S. Truman avgick 1945 för att tillträda som USA:s vicepresident och Briggs blev utnämnd till senaten. Han besegrades i senatsvalet 1946 av republikanen James P. Kem. Briggs tjänstgjorde som biträdande inrikesminister 1961-1965.
Brigg var frimurare. Hans grav finns på Walnut Ridge Cemetery i Fayette.